# Duques de Harcourt
O título de Duque de Harcourt foi criado em 1700 pelo rei Luís XIV de França a favor de Henrique de Harcourt (1654 - 1718), marechal de França, de la branche de Beuvron, pela elevação a marquesado La Mothe e de Thury-Harcourt em ducado, sobre o nome de Harcourt. A este título foi associado as respectivas patentes em 1709.
- Henrique de Harcourt (1654 - 1718) foi duque e marechal de França de 1700 a 1718.[1] casou em 1687 com Maria Anne Claude de Brulart de Genlis (1669 - 1750), de quem teve:
- François de Harcourt (1689 - 1750), marechal de França, duque de Harcourt entre 1700 e 1750, filho do anterior,[1] Casou em 1716 com Margarida Sofia Luísa de Neufville (1699 - 1716), e mais tarde, em 1717 com Maria Madalena Le Tellier (1697 - 1735), de quem teve:
- Anne Pierre de Harcourt, (1701 - 1783) duque de Harcourt entre 1750 e 1783,[2] irmão do anterior e casado em 1725 com Eulália de Beaupoil de Sainte-Aulaire (1715 - 1738), de quem teve:
- François Henrique de Harcourt (1726 - 1802), marechal de França, duque de Harcourt entre 1783 e 1802,[3] filho do anterior e casado em 1752 com Françoise Cathérine de Aubusson de la Feuillade (1733 - 1815), de quem teve :
- Marie François (1755 - 1839), foi duque de Harcourt, primo do anterior, casado em 1780 com Madalena Jacqueline Le Veneur de Tillières (? - 1825), de que teve:
- Afonso Aymar François (1785 - 1840), duque de Harcourt entre 1839 e 1840, filho do anterior e irmão do seguinte.
- François Eugène Gabriel (1786 - 1865), duque de Harcourt entre 1840 e 1846, irmão do anterior. Casou em 1807 com Aglaé Terray (1788 - 1867), de quem teve:
- Henrique Marie Nicolas (1808 - 1846), marquês de Harcourt, filho do anterior e casado em 1829 com Slanie de Choiseul-Praslin (1807 - 1843) de quem teve:
- Carlos François Marie (1835 - 1895), duque de Harcourt entre 1846 e 1895, filho do anterior e casado em 1862 com Marie (1843 - 1916), condessa de Mercy-Argenteau, de quem teve:
- Henrique Eugenio François Marie (1864 - 1908), foi duque de Harcourt entre 1895 e 1908, filho do anterior e casado em 1892 com Maria de la Rochefoucauld (1871 - 1952), de quem teve:
- Carlos Jean Marie (1902 - 1997), duque de Harcourt entre 1908 e 1997, filho do anterior e casado em 1927 com Antoinette Gérard (1909 - 1958), e mais tarde, em 1961 com Maria Teresa de Zayas (1930 -?), de quem teve:
- 1997 François Henri duque de Harcourt.